# Black Dog Barking
Black Dog Barking — trzeci album studyjny australijskiego zespołu Airbourne. Premiera w Europie i Australii odbyła się 20 maja 2013 roku.

## Lista utworów
1. "Ready to Rock" – 5:24
2. "Animalize" – 3:03
3. "No One Fits Me (Better Than You)" – 3:06
4. "Back in the Game" – 3:25
5. "Firepower" – 2:59
6. "Live It Up" – 4:26
7. "Woman Like That" – 3:14
8. "Hungry" – 2:56
9. "Cradle to the Grave" – 3:22
10. "Black Dog Barking" – 2:59